# Steffen Zesner
Steffen Zesner, né le 28 septembre 1967 à Herzberg (Elster), est un nageur allemand ayant concouru pour la République démocratique allemande puis l'Allemagne.

## Palmarès

### Jeux olympiques
Représentant la République démocratique allemande :
- Séoul 1988
  -  Médaille d'argent en 4 × 200 m nage libre.
  -  Médaille de bronze en 4 × 100 m nage libre.

Représentant l'Allemagne :
- Barcelone 1992
  -  Médaille de bronze en 4 × 100 m nage libre.
- Atlanta 1996
  -  Médaille de bronze en 4 × 200 m nage libre[1].

### Championnats du monde
- Championnats du monde de natation 1986 à Madrid
  -  Médaille d'or en 4 × 200 m nage libre.
  -  Médaille de bronze en 4 × 100 m nage libre.
- Championnats du monde de natation 1991 à Perth
  -  Médaille d'or en 4 × 200 m nage libre.
  -  Médaille d'argent en 200 m nage libre.
  -  Médaille d'argent en 4 × 100 m nage libre.
- Championnats du monde de natation 1994 à Rome
  -  Médaille de bronze en 4 × 200 m nage libre.
  -  Médaille de bronze en 1 500 m nage libre.

### Championnats du monde petit bassin
- Championnats du monde de natation en petit bassin 1995 à Rio de Janeiro
  -  Médaille d'argent en 4 × 200 m nage libre.

### Championnats d'Europe
Représentant la République démocratique allemande :
- Championnats d'Europe 1987 à Strasbourg
  -  Médaille d'or en 4 × 100 m nage libre.
  -  Médaille d'argent en 4 × 200 m nage libre.
- Championnats d'Europe 1989 à Bonn
  -  Médaille de bronze en 4 × 200 m nage libre.

Représentant l'Allemagne :
- Championnats d'Europe 1991 à Athènes
  -  Médaille d'argent en 4 × 100 m nage libre.
  -  Médaille de bronze en 4 × 200 m nage libre.
- Championnats d'Europe 1993 à Sheffield
  -  Médaille d'argent en 4 × 200 m nage libre.
  -  Médaille de bronze en 4 × 100 m nage libre.
- Championnats d'Europe 1995 à Vienne
  -  Médaille d'or en 400 m nage libre.
  -  Médaille d'or en 4 × 200 m nage libre.
  -  Médaille de bronze en 1 500 m nage libre.
- Championnats d'Europe 1997 à Séville
  -  Médaille d'argent en 4 × 100 m nage libre.
  -  Médaille de bronze en 4 × 200 m nage libre.